# رنت.کام
رنت.کام یک موتور جستجوی وب آپارتمان و بازارگاه آنلاین است که از نسل هزاره پذیرایی می‌کند. متعلق به رنت‌پث است که به نوبه خود متعلق به ریدفین است.

## تاریخ
رنت.کام در سال ۱۹۹۹ با نام ویوا.کام تاسیس شد. در دسامبر ۲۰۰۴، ای‌بی رنت.کام را به قیمت ۴۱۵ میلیون دلار خریداری کرد.
در ۸ مه ۲۰۱۲، رنت‌پث، که در آن زمان به عنوان پرایمدیا شناخته می شد، رنت.کام را از ای‌بی به قیمت تقریباً ۴۱۵ میلیون دلار خریداری کرد.
در ژوئن ۲۰۱۵، به عنوان بخشی از تغییر نام تجاری کلی رنت.کام، این سایت اولین کمپین تبلیغاتی ملی خود را با حضور کمدین و بازیگر جی. بی اسموو راه اندازی کرد.
در ۹ آوریل ۲۰۲۱، رنت.کام به همراه شرکت مادر خود رنت‌پث توسط سایت املاک و مستغلات ریدفین خریداری شد.
در ۲۱ ژوئن ۲۰۲۲، رنت‌پث به رنت تبدیل شد. و مجموعه جدیدی از خدمات اتوماسیون بازاریابی را راه اندازی کرد.